# Elis Ligtlee
Elis Ligtlee (Deventer, Overijssel, 28 de juny de 1994) és una ciclista neerlandesa que competeix en pista. Guanyadora d'una medalla d'or als Jocs Olímpics de Rio de 2016 en la prova de Keirin.

## Palmarès en pista
- 2012
  -  Campiona d'Europa júnior en Velocitat
  -  Campiona dels Països Baixos en Keirin
- 2013
  -  Campiona d'Europa en Keirin
  -  Campiona d'Europa sub-23 en 500 metres contrarellotge
  -  Campiona d'Europa sub-23 en Velocitat per equips (amb Shanne Braspennincx)
  -  Campiona dels Països Baixos en 500 metres
  -  Campiona dels Països Baixos en Velocitat
- 2014
  -  Campiona d'Europa sub-23 en Keirin
  -  Campiona dels Països Baixos en 500 metres
  -  Campiona dels Països Baixos en Keirin
  -  Campiona dels Països Baixos en Velocitat
- 2015
  -  Campiona d'Europa en Keirin
  -  Campiona d'Europa en Velocitat
- 2016
  -  Medalla d'or als Jocs Olímpics de Rio de Janeiro en Keirin
  -  Campiona d'Europa sub-23 en Velocitat
  -  Campiona d'Europa sub-23 en 500 metres contrarellotge
  -  Campiona d'Europa sub-23 en Keirin
  -  Campiona d'Europa sub-23 en Velocitat per equips (amb Kyra Lamberink)

### Resultats a laCopa del Món
- 2014-2015
  - 1a a la Classificació general i a la prova de Cali, en Velocitat